# チャールズ・ジュートロー
チャールズ・ジュートロー（Charles Henry "Charley" Jewtraw、1900年5月5日 - 1996年1月26日）は、アメリカ、ニューヨーク州クリントン郡Harkness出身のスピードスケート選手。

## 人物
レークプラシッドスピードスケートクラブに所属、1924年のシャモニーオリンピック男子500mで金メダルを獲得。この金メダルは冬季オリンピック史上第1号の金メダルとして記録される。また同大会では1500mで8位、5000mで13位となった。
大会後現役を引退し、スポーツ用品メーカースポルディングの販売員となった。世界恐慌で職を失い、スケートインストラクターや、ファースト・ナショナル・シティバンクの警備員として働いた。
1996年に95歳で死去。

## 自己ベスト
- 500m – 44秒0 (1924年)
- 1500m – 2分31秒6 (1924年)
- 5000m – 9分27秒0 (1924年)
- 10000m – 17分59秒3 (1922年)